# سلنوره-فولبه
سلنوره-فولبه شهری در شهرستان بورزانگا در استان بام در بورکینافاسوی شمالی است و جمعیت آن ۴۷ نفر است.